# Кинг, Коретта Скотт
Коретта Скотт Кинг (англ. Coretta Scott King, 27 апреля 1927 — 30 января 2006) — жена, а затем вдова известного борца за права чернокожих в США Мартина Лютера Кинга. Вместе с мужем получила известность как одна из первых афроамериканских баптистских деятельниц. После убийства мужа возглавила начатое им движение ненасильственного сопротивления расизму, колониализму, дискриминации и сегрегации. Выступала против дискриминации расовых и национальных меньшинств в стране.
В 2004 году награждена высшей наградой США Золотой медалью Конгресса.

## Биография
Коретта родилась 27 апреля 1927 года в Перри Каунти, штат Алабама, в семье Овидия Скотта и Бернис МакМюррей Скотт. У неё была сестра Эдит и брат Овидий Леонард. Её родители занимались фермерским хозяйством и были достаточно состоятельными. У них был собственный грузовик и склад лесоматериалов. Коретта окончила начальную школу и поступила школу Линкольна, а затем - в среднюю школу в городе Мэрион, в 14 километрах от их дома. Это была самая ближняя школа, где обучались темнокожие. После она поступила в колледж Антиох в Йеллой-Спрингс, штат Огайо. Выиграв стипендию, она была переведена в Консерваторию Новой Англии в Бостоне, штат Массачусетс. Там она получила диплом по классу вокала и скрипки и там же повстречала своего будущего мужа, Мартина Лютера Кинга. Вскоре они решают пожениться. Мартин Лютер был на два года младше Коретты, и, возможно, поэтому её родители были против этого брака. Но молодые настояли на своём, и сам Овидий Скотт обвенчал молодых. Свадьба состоялась 18 июня 1953 года в доме матери Коретты. По окончании учёбы Коретта и Мартин Лютер переехали в город Монтгомери, штат Алабама.
Это были сложные 15 лет. Семью постоянно преследовали радикально настроенные расисты. Однажды к ним в дом была брошена бомба, и только по счастливой случайности все остались живы, а на тот момент Коретта была с 2-месячным ребенком на руках. Семейная жизнь закончилась трагически. Мартин Лютер Кинг был застрелен снайпером в Мемфисе. Однако Коретта Скотт Кинг не потеряла веру и продолжила дело мужа.
В начале 2000-х годов Коретта Скотт Кинг стала испытывать проблемы со здоровьем. В августе 2005 года с ней случился обширный инсульт и инфаркт миокарда. После того, как она провела месяц в больнице, она была вынуждена отказаться от общественной деятельности, передав все полномочия своим детям. Своё последнее публичное выступление, организованное в честь памяти её мужа, она провела 14 января 2006 года. Через две недели, 30 января, Коретта Скотт Кинг скончалась в реабилитационном центре в Розарито Бич в Мексике, где проходила курс лечения рака яичника. Более четырнадцати тысяч человек пришло на панихиду в Миссионерскую Баптистскую церковь Нового рождения в Литонии, штат Джорджия. Её тело покоится рядом с мужем в мавзолее, в Центре Мартина Лютера Кинга.

### Дети
У четы Кингов родились четверо детей:
- Иоланда Дениз Кинг — дочь (17 ноября 1955 — 15 мая 2007);
- Мартин Лютер Кинг III — сын (род. 23 октября 1957 в г. Монтгомери, Алабама);
- Декстер Скотт Кинг — сын (30 января 1961 — 22 января 2024);
- Бернис Альбертина Кинг — дочь (род. 28 марта 1963 г. в г. Атланта, Джорджия).

Все они впоследствии также стали социальными активистами и борцами за права человека.

## Движение за гражданские права
После смерти мужа Коретта возглавила начатое мужем движение сопротивления расизму, дискриминации и колониализму. Она выступала также против дискриминации национальных меньшинств и боролась за права женщин. Коретта Скотт Кинг основывала «Центр ненасильственных социальных перемен», который носит имя её мужа, а также опубликовала мемуары «Моя жизнь с Мартином Лютером Кингом». Позднее, в 1983 году, именно Коретта добилась признания дня памяти Мартина в качестве федерального праздника. Президент Рейган утвердил День Мартина Лютера Кинга в качестве федерального праздника США (третий понедельник января). Коретта скончалась в больнице Атланты в возрасте 78 лет.